# Умаров, Холходжа Мукаррамович
Холходжа Мукаррамович Умаров (узб. Xolxo'ja Muqaramovich Umarov; 2 февраля 1955 года, Ташкент, Узбекская ССР, СССР) — строитель, новатор производства, Герой Узбекистана (1997).

## Биография
Холходжа Умаров родился 2 февраля 1955 года в Ташкенте. После окончания средней школы в 1977 году начал работать мастером акционерного общества № 42 «Тошмахсуспардозкурилиш» корпорации «Тошкентуйжойинвесткурилиш». Затем работал главным специалистом строительства, с 1980 по 2000 год занимал должность бригадира строительной бригады, а с 2001 года мастер. Начиная с 1990-х годов, он обучал мастеров отделки домов, культурных и спортивных комплексов, дворцов. Многие из его учеников добились высокой производительности.

## Награды
В 1997 году был награждён званием «Герой Узбекистана» («Uzbekistоn qahramoni»).